# Ratón de Getaria

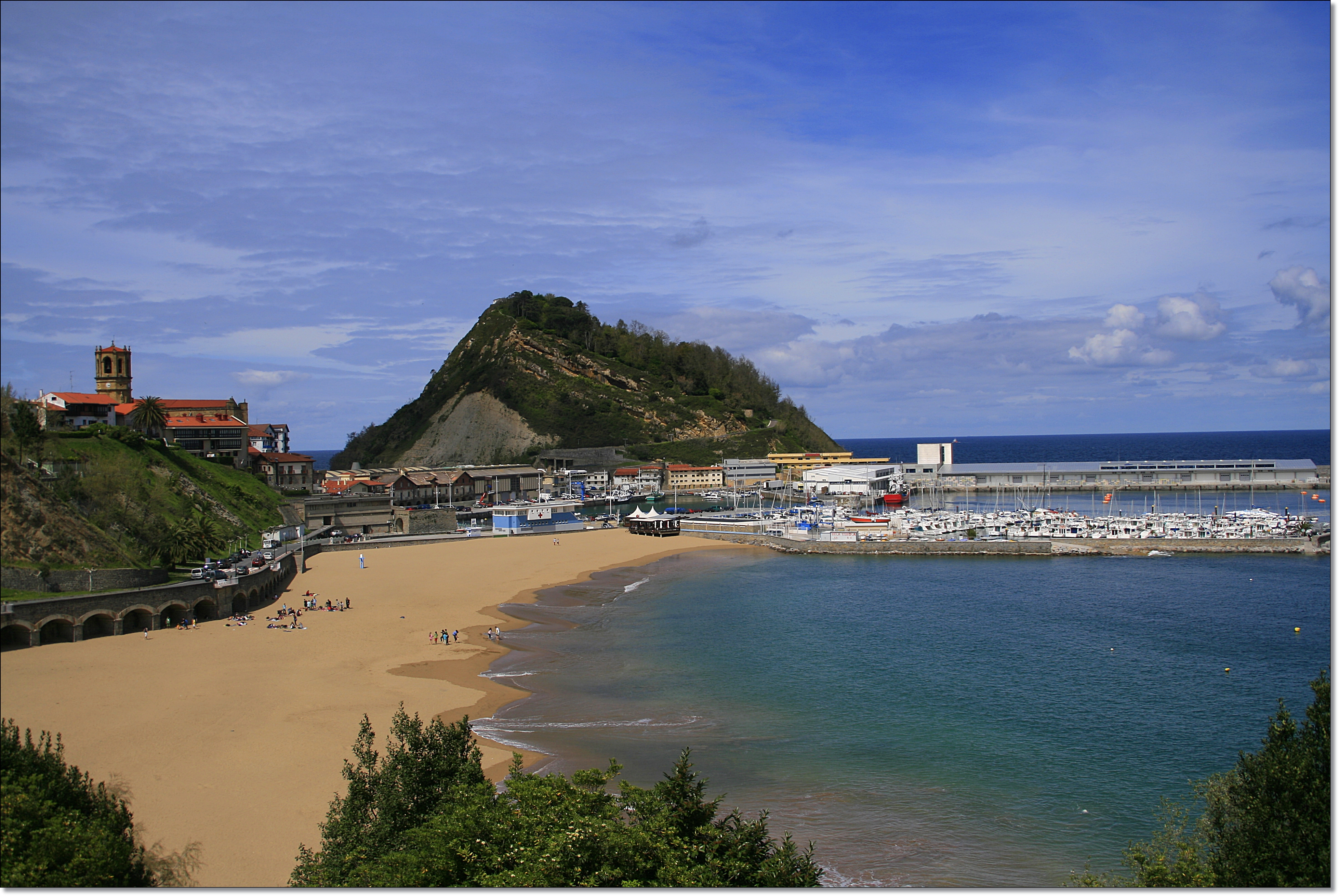
Ratón de Getaria

El Ratón de Getaria o Ratón de Guetaria, también llamado Monte San Antón, es un monte y parque natural situado en el municipio de Guetaria, provincia de Guipúzcoa, País Vasco, España. Se encuentra junto a la costa de la mencionada localidad, a orillas del mar Cantábrico.
El casco urbano de la ciudad de Guetaria se halla entre un tómbolo o istmo que enlaza la tierra firme y el Monte de San Antón, el cual fue una isla hasta el siglo XVI. Actualmente, la población ocupa el espacio existente entre la cornisa costera y el tómbolo, situado a nivel del mar, en donde se encuentra el puerto. La silueta del Monte de San Antón, vista desde ciertos puntos, recuerda a un ratón. El tómbolo y la localidad de Guetaria serían la cola del roedor.
El Ratón de Getaria constituye una de las imágenes más célebres de toda Guipúzcoa: en su punto más elevado, hay una pequeña construcción conocida como Katxapo, desde donde puede difrutarse de una bella panorámica de la costa.